# كبريتيد الموليبدنوم الرباعي
كبريتيد الموليبدنوم الرباعي (أو ثنائي كبريتيد الموليبدنوم) هو مركب كيميائي لاعضوي صيغته MoS2 ويوجد على هيئة صلب رمادي داكن.

## الوفرة الطبيعية والتحضير
يوجد هذا المركب طبيعياً في معدن مولبدينيت.
يحضر هذا المركب من تفاعل أكسيد الموليبدنوم السداسي مع عنصر الكبريت بوجود كربونات البوتاسيوم:
{\displaystyle \mathrm {MoO_{2}+3\ S\longrightarrow MoS_{2}+SO_{2}} }

## الخواص
يوجد هذا المركب في الشروط القياسية على هيئة صلب رمادي داكن، وهو غير منحل في الماء.

## الاستخدامات
تشير الأبحاث العلمية إلى إمكانية استخدام ثنائي كبريتيد الموليبدنوم في تركيب أقطاب البطاريات.